# Alpa Corral
Alpa Corral is een plaats in het Argentijnse bestuurlijke gebied Río Cuarto in de provincie Córdoba. De plaats telt 701 inwoners.

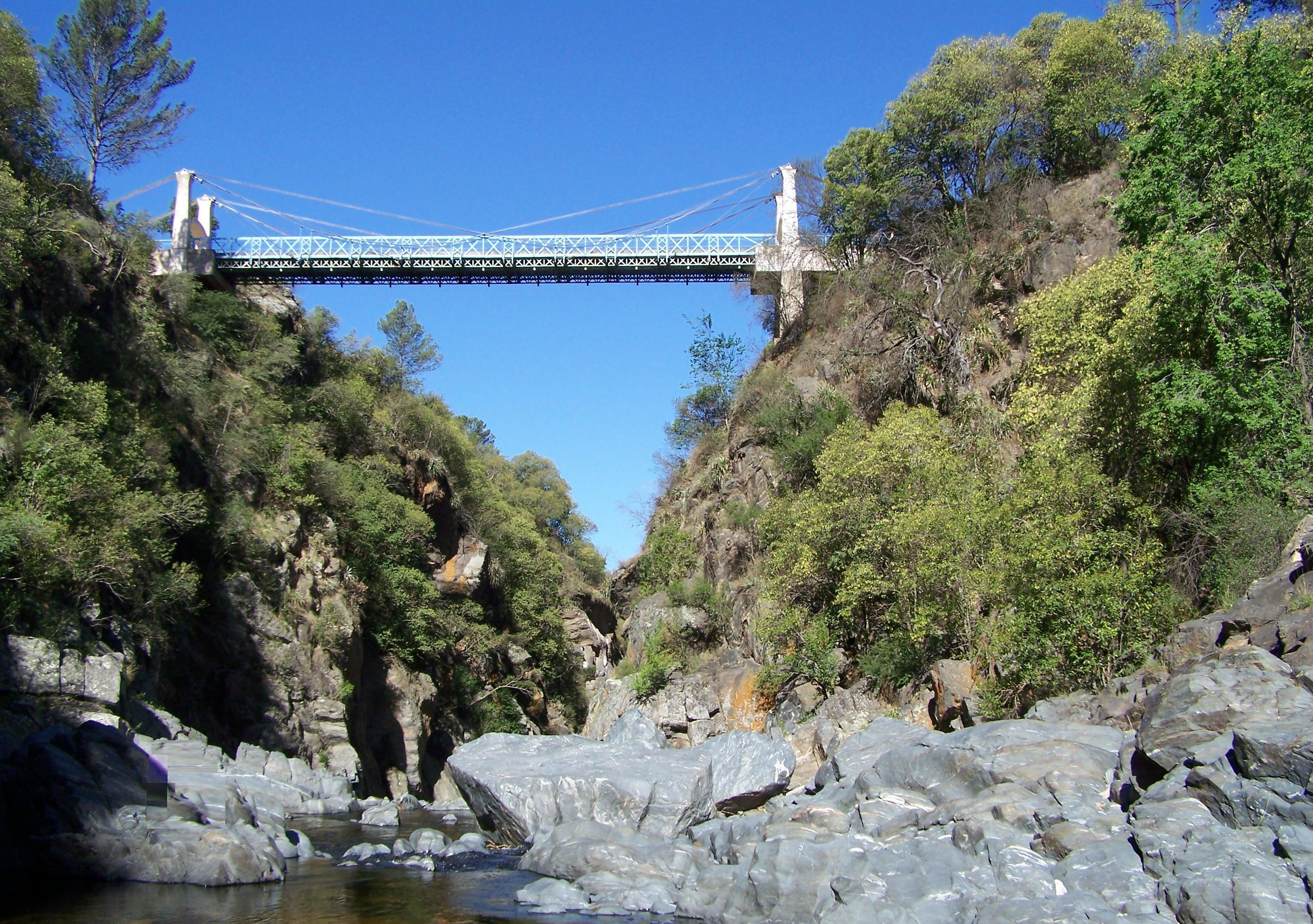